# Krzcin
Krzcin – wieś sołecka w Polsce położona w województwie świętokrzyskim, w powiecie sandomierskim, w gminie Koprzywnica. 
W administracji kościelnej rzymskokatolickiej wieś położona w archidiecezji lubelskiej, w diecezji sandomierskiej, w dekanacie koprzywnickim, w parafii pw.: św. Floriana oraz w parafii Matki Bożej Różańcowej.
Był wsią klasztoru cystersów koprzywnickich w województwie sandomierskim w ostatniej ćwierci XVI wieku. W latach 1954–1959 wieś należała i była siedzibą władz gromady Krzcin, po jej zniesieniu w gromadzie Koprzywnica. W latach 1975–1998 miejscowość położona była w województwie tarnobrzeskim.
W 1998 r. Krzcin miał 578 mieszkańców i 154 gospodarstw o łącznej powierzchni 426,82 ha.
Obecnie w Krzcinie znajduje się kaplica pw. św. Joanny Beretty Molla, jednostka Ochotniczej Straży Pożarnej (z własnym budynkiem), boiska do gry w piłkę nożną, koszykówkę (w okresie zimowym pełni funkcję lodowiska) oraz plac zabaw dla dzieci.
W okolicy wsi znajdują się liczne jeziora; noszą charakter łach wiślanych; są to: Jezioro Krzcińskie (ok. 11 ha), Kozłowy Dół (ok. 39 ha), Stara Łacha (ok. 6 ha) i Słony Dół (0,5 ha).
W latach 50. XX wieku w pobliskiej wsi Piaseczno odkryto złoża siarki rodzimej. W 1958 roku powstała tam pierwsza w Polsce kopalnia odkrywkowa tego minerału. W wyniku obniżenia poziomu wód gruntowych znaczna część jezior wyschła. W 1971 roku kopalnia została zamknięta z powodu wyczerpania złoża. Obecnie trwa zalewanie wyrobiska w ramach rekultywacji. Po jej zakończeniu przewiduje się, że pobliskie jeziora ponownie zostaną wypełnione wodą.

## Historia
Wieś Krzcin w źródłach historycznych nosi nazwę: Chrczin, Crzczyn, Krcino, Krczin, Krscyno, Krsczyn, Krzcinno i Krzschin.
W XII wieku Krzcin wchodził w skład domeny monarszej; przed 1185 r. jakaś jej część znalazła się w rękach możnowładczej rodziny Bogoriów, skoro komes Mikołaj Bogoria Skotnicki w tym roku darował wieś opatowi koprzywnickiemu.
Przywileje książęce (ekonomiczne i sądowe) dla klasztoru cystersów w Koprzywnicy z II poł. XIII wieku obejmują również dobra krzcińskie; są to: immunitet Bolesława V Wstydliwego z 1277 r. i dwa Leszka Czarnego z 1284 r.
O rozwój wsi w początkach XIV wieku dbał Władysław Łokietek nadając immunitety (głównie ekonomiczne i sądowe); chociaż dziesięcinę snopową pobierał stąd biskup krakowski. Za panowania króla Kazimierza III Wielkiego doszło do zatargu o przebieg granicy między domeną monarszą a klasztorną. W 1338 r. mnisi koprzywniccy odzyskali łąkę zw. Krakowiec. W ciągu kolejnych 30 lat cystersi z Koprzywnicy powiększają swój stan posiadania w tej miejscowości, kosztem domeny monarszej i szlacheckiej. Najpierw w latach 80. XIV wieku jakiś źreb podarował im szlachetny Mikołaj Bogoria i 2 dalsze działy król Władysław Jagiełło i tenże kolejne w latach 1399, 1406 i 1407, uzupełniając je odpowiednimi immunitetami ekonomicznymi i sądowymi. Z kolei w 1395 r. szlachetny Jakusz, zwany „Ventris” (Brzuchem), całą swoją część dóbr krzcińskich (oszacowaną na 33 grzywny), odziedziczoną po wuju Janczy, darował opatowi koprzywnickiemu dla zbawienia duszy.
Około 1420 r. toczyły się procesy sądowe (przed sądem podkomorskim) o przebieg granicy między dobrami klasztornymi w Krzcinie a dobrami szlachty (Dersław ze Skrzypaczowic).
W przeciągu XV wieku Krzcin stał się jedną z ważniejszych posiadłości w sandomierskim kluczu dóbr klasztoru koprzywnickiego.
W 1578 r. opat koprzywnicki płaci z dóbr krzcińskich podatek z 10 łanów, 20 kmieci, 8 zagrodników i 7 komorników. W 1694 r. jakieś prawa rzeczowe (uposażenie) na gruntach tej wsi (także we wsi Beszyce, Dąbrowica i Sulisławice) mieli trzej Mansjonarze z kościoła Matki Bożej Różańcowej w Koprzywnicy.
W 1787 r. wieś zamieszkiwało 345 osób, w tym 9 Żydów, a w 1827 r. 388 mieszkańców w 54 gospodarstwach. W 1884 r. Krzcin miał 56 domów i 400 mieszkańców; 661 mórg ziemi włościańskiej i 380 mórg ziemi dworskiej (folwark).
W 1929 r. w 80 domach mieszkało 486 ludzi. W tym samym czasie funkcjonowały tu 1 klasa Publicznej Szkoły Powszechnej i Ochotnicza Straż Pożarna.
Obecnie części wsi Krzcin noszą nazwy: Dworskie, Dybowiec, Kąty, Łanie, Majorat Ostatki, Podkoniów, Zabrodzie, Zajeziorze. Wśród obiektów fizjograficznych występują nazwy: Bania – pola i łąki, Błonie – pola i łąki, Dodatki – pola, Dybowiec – pola, Facigłowy – pola, Góra – pola, Kąty – pola i łąki, Kozłów – staw, Krzcińskie – jezioro, Łanie – pola, Ławki – pola, Mietków – pola, Nadrudcze – pola, łąki i krzaki, Podkępie – pola, Podkoniów – pola, Popówka – pola, Porzecze – pola i łąki, Słociny – pola i łąki, Wistka – łąki, Zabrodzie – pola i łąki, Zagumnie – pola, Zakrakówcze – pola.

## Pomniki przyrody
W okolicy znajdują się pominki przyrody: dąb szypułkowy (Quercus robur L.), jesion wyniosły (Fraxinus excelsior L.) i topola czarna (Populus nigra L.)